# Coloniapark
Der Coloniapark ist eine Grünfläche im Berliner Ortsteil Altglienicke des Bezirks Treptow-Köpenick. Er liegt im Kölner Viertel zwischen Chorweilerstraße, Klettenberger Straße und den Häusern der Porzer Straße. Er ist nach der ehemaligen römischen Kolonie im Rheinland, der Colonia Claudia Ara Agrippinensium benannt, aus der sich die Stadt Köln entwickelte. Der Bezirk hat 1990 eine Städtepartnerschaft mit Köln vereinbart.
Koordinaten: 52° 24′ 16,2″ N, 13° 32′ 46,6″ O